# رودگردها
رود-گَردها (نام علمی: Macromia) نام یک سرده از زیرراسته آسیابک است.